# Moscow mule
Moscow mule är en cocktail från mitten av 1900-talet. Den består av vodka, ursprungligen Smirnoff, och ginger beer över is med en limeklyfta. Den serveras traditionellt i en mugg gjord av koppar.

## Ursprung
Enligt en berättelse träffades tre vänner på den engelska puben Cock 'n' Bull i Los Angeles omkring 1941. En av dem, Jack Morgan, ägde puben och hade en stor sändning ginger beer som han behövde bli av med. En annan var John G. Martin, direktör på Heublein, som köpt generalagenturen för Smirnoff Vodka i slutet på 1930-talet. Han hade svårigheter att popularisera vodkan hos amerikanarna. Den tredje ska ha haft en fabrik som kunde göra kopparmuggar, möjligen släkt med John G. Martin, eller så dök muggarna upp senare. Tillsammans tog de fram drinken och den fick snabbt spridning i Los Angeles området, och omnämndes i tidningen Hollywood Insider i december 1942 som den nya flugan i filmstaden Hollywood.
Företaget Moscow Copper påstår att deras försäljare Sophie Berezinski, dotter till tillverkaren i Moskva, kom in på baren samma dag och presenterade kopparmuggarna som hon hade till försäljning. Enligt en annan berättelse var det John G. Martins flickvän, Osalene Schmitt som hade ärvt en tillverkare av kopparprodukter och därför gav honom tillgång till billiga såna.
När polaroidkameran uppfanns 1947 skaffade John G. Martin sig en sådan. När han körde ut som säljare till barerna lät han fotografera baren med drinken i den speciella muggen. Han tog två kort. Den ena fick baren som en souvenir från den nya kameran, och den andra placerade han i ett album och använde han för att visa drinkens popularitet.
Det finns liknande berättelser, men ibland med andra personer, om att drinken i stället skapades på Chatham Hotel i New York 1941. Enligt en artikel i Wall Street Journal 2007 av Eric Felten påstås det ha varit  Cock’n’Bulls bartender, Wes Price, som skapade drinken och lanserade den för att bli av med ett större lager av vodka och ginger beer ur källaren. Han hävdar att den första personen som serverades drinken var skådespelaren Broderick Crawford.
Namnets ursprung är inte helt känt. Möjligen är "Moscow" (Moskva) en koppling till vodkan som uppfattades som väldigt rysk och Mule (mula) att ingefärsdrickan ginger beer ger en kryddig känsla som är som en "åsnespark". Andra drycker med ingefärsdricka kallades ibland "buck", som i getabock, av den anledningen.

## Varianter
Ofta garneras en Moscow Mule även med mynta, även om det inte var med i ursprungsreceptet. Det har dessutom skapats varianter med andra spritdrycker inspirerade av Moscow Mule:
- Bohemian Mule: Absint, limejuice och ginger beer.
- Dead Man's Mule: Absint, kanellikör, orgeat syrup, limejuice och ginger beer.
- French Mule: Konjak, lime juice, sockerlag, angostura och ginger beer.
- Gin Gin Mule: Ingefära, gin, lime, sockerlag och ginger beer.
- Jamaican Mule: Kryddad rom, lime, sockerlag och ginger beer.
- Mexican Mule: Tequila, lime, sockerlag och ginger beer.
- New Orleans Mule: Bourbon, kaffelikör, ananasjuice, lime och ginger beer.
- Prickly Pear Mule: Päronlikör, päronkonjak, päron, citronjuice, angostura och ginger beer.
- Raspberry Mule: Hallon, vodka, limejuice, sockerlag och ginger beer.
- Southern Mule: Southern Comfort, limejuice och ginger beer.
- Tennessee Berry Mule: Hallon, Tennessee whiskey, amaretto, tranbärsjuice, lime och ginger beer.
- Tuscan Mule: Tuaca liqueur, lime och ginger beer.

## Alternativa namn
I protest mot kriget mellan Ryssland och Ukraina har en del amerikanska barer bytt namn på drinken till Kyiv mule.